# Sport 4
Sport 4 — український спортивний телеканал. Він належить компанії «Поверхность», яку очолює Віктор Самойленко. До 2010 року мовив як «Спорт 3», після перезапуску в 2023 році змінив написання назви на латинські літери.

## Про телеканал
«Sport 4» присвячений виключно бойовим мистецтвам. Наповнення складається з ексклюзивних прямих трансляцій боксерських поєдинків Європи, Америки та України.
З фінансових причин, 17 серпня 2010 року, трансляцію телеканалу «Спорт 4» було припинено через заборгованість компанії «Поверхность» перед супутниковим оператором «Eutelsat», забезпечивши поширення сигналу телевізійних каналів пакету «Поверхня ТВ», які теж припинили мовлення разом зі спортивним каналом «Спорт 4». 
Перезапуск каналу як «Sport 4» відбувся 9 лютого 2023 року. Телеканал продовжує свою діяльність в інтернеті та в кабельних мережах і базується в Латвії.

## Логотипи
| Логотип | Опис                                                         |
| ------- | ------------------------------------------------------------ |
|         | Офіційний логотип з 22 серпня 2007 по 17 серпня 2010.        |
|         | Перший ефірний логотип з 22 серпня 2007 по 17 серпня 2010.   |
|         | Другий ефірний логотип з 9 лютого 2023 до теперішнього часу. |